# Psaliodes fuscata
Psaliodes fuscata là một loài bướm đêm trong họ Geometridae.